# Fritz Berz
Fritz Berz, eigentlich Friedrich Wilhelm Berz, (* 15. Januar 1883 in München; † 31. Oktober 1966 ebenda) war ein deutscher Innenarchitekt, Maler und Grafiker.

## Leben
Fritz Berz war ein Sohn des Malers Max Berz (1845–1915) und seiner zweiten Ehefrau, Karoline, geborene Schaffner. Er besuchte seit 1893 das Maximiliansgymnasium in München und trat 1902 ohne Abschluss aus der vorletzten Klasse aus. Mit dem 3. Mai 1906 ist sein Eintritt in die Malklasse Franz von Stuck an der Kunstakademie München dokumentiert; für eine zwischenzeitliche künstlerische Vorbildung liegen keine Informationen vor. Den Militärdienst, zu dem er im Juni 1908 eingezogen wurde, absolvierte er in München; bei Kriegsausbruch 1914 wurde erneut einberufen. 1922 heiratete er Maria Babette Conrad, Tochter eines Münchner Regierungsdirektors.
Fritz Berz war Mitglied im Reichsverband bildender Künstler Deutschlands und der Münchner Luitpold-Gruppe.

## Werk
Fritz Berz war als Maler von Landschaften, Figurenkompositionen und Bildnissen, vor allem jedoch als Grafiker und Illustrator überwiegend in München tätig. Als Aussteller der Münchner Secession beteiligte er sich erstmals in der Jahresausstellung 1917 mit einem Ölgemälde „Rennplatz“, dem in der Ausstellung von 1923 – nun bei der Münchner Künstlergenossenschaft – die Kompositionen Eisenbahnbau und Jahrmarkt folgten. Die Titel weiterer in der Folge ausgestellter Bilder verweisen auf Reisen und Studienaufenthalte in Italien, an der dalmatinischen und an der südfranzösischen Küste, in Kleinasien und in Paris, wie Italienisches Hafenstädtchen (1926) sowie – nun auch als Aussteller der Luitpoldgruppe – Hafen von Ragusa (1927), Bosporus (1928), Straßenmotiv aus Udine (1929) oder Pariser Straßenbild (1930). Mit unter anderem Fritz Erler (1868–1940), Karl Arnold (1883–1953), Richard Klein (1890–1967), Albert Allmann (1890–1979) und Rolf Winkler (1884–1942) engagierte sich Fritz Berz als Mitglied der bereits 1903 in München gegründeten Künstlervereinigung Die Gaukler. Zu den Gauklertagen, die bis 1939 und wieder ab 1949 jährlich stattfanden, trug er Zeichnungen und Farblithographien bei. Des Weiteren schuf er Exlibris und Textillustrationen, unter anderem zu einigen Romanen, zu einer Ausgabe der Gedichte des persischen Dichters Hafis (1921) und zu dem Buch Die Bedeutung des Bauernstandes von August Reichenberger, das mit 70 seiner Zeichnungen 1934 erschien. 1920 dekorierte er die Räume der Landshuter Keks- und Nahrungsmittelfabrik und der Vereinigten Deutschen Nährmittelfabriken Kaiser-Otto AG. „mit reizenden Rokokobildern, anmutige Putten auf hellem Grund“. Eine von ihm geschaffene Faschingsskulptur, betitelt Sauser, wurde 1939 in Apolda aufgestellt.